# Bảo tàng Văn hóa Dân gian Podlasie
Bảo tàng Văn hóa Dân gian Podlasie (tiếng Ba Lan: Podlaskie Muzeum Kultury Ludowej) là một bảo tàng ngoài trời tọa lạc tại số 7 Phố Leśna, Wasilków, huyện Białostocki, tỉnh Podlaskie, Ba Lan. Bảo tàng Văn hóa Dân gian Podlasie tập hợp các di tích kiến trúc bằng gỗ và các bộ sưu tập dân tộc học từ Białystok, Łomża và vùng Suwalki.

## Lịch sử
Bảo tàng Văn hóa Dân gian Podlasie được thành lập vào năm 1982 từ sự hợp nhất của Bảo tàng Làng Białystok và Khoa Dân tộc học của Bảo tàng Podlasie. Bảo tàng hoạt động với tư cách là một chi nhánh của Bảo tàng Khu vực lúc bấy giờ ở Bialystok. Bảo tàng ngoài trời là nơi thực hiện các dự án bảo vệ công trình xây dựng bằng gỗ ở vùng Białystok được xây dựng vào thập niên 1960, chẳng hạn như dự án của Giáo sư Marian Pokropek nhằm giả định tái thiết toàn bộ hệ thống định cư diễn ra ở đông bắc Ba Lan.

## Triển lãm
Trrên diện tích gần 30 ha có khoảng 40 ngôi nhà và các vật thể kiến trúc khác. Các bộ sưu tập của Bảo tàng Văn hóa Dân gian Podlasie được trưng bày trong các ngôi nhà này. Đến thăm các ngôi nhà này, khách tham quan có thể xem các thiết kế nội thất truyền thống và các triển lãm thường trực và tạm thời về nông cụ trước đây, phương tiện giao thông nông thôn, trang trí gỗ, đồ gốm, nuôi ong, và các thứ khác.